# Minatitlán (Veracruz)
Minatitlán, umgangssprachlich Mina, ist eine Stadt im Südosten des mexikanischen Bundesstaates Veracruz. Sie ist innerhalb Mexikos bekannt für ihre Raffinerieanlage Refinería General Lázaro Cárdenas. In Minatitlán selbst ist die Raffinerie der wichtigste Arbeitgeber.
Die Stadt Minatitlán liegt beiderseits der Grenze zwischen den Municipios Minatitlán und Cosoleacaque. Der im Municipio Minatitlán gelegene Teil ist dessen Verwaltungssitz.

## Lage
Minatitlán liegt am Río Coatzacoalcos im Isthmus von Tehuantepec im Südosten von Veracruz unweit des Golfes von Mexiko auf 20 m Die Distanz nach Veracruz beträgt rund 300 Kilometer, die nach Coatzacoalcos rund 30 Kilometer und die nach Villahermosa rund 180 Kilometer.

## Bevölkerung
Gemäß der Bevölkerungszählung von 2010 hat Minatitlán 159.545 Einwohner (112.046 im Municipio Minatitlán und 47.499 im Municipio Cosoleacaque) und ist so bevölkerungsmäßig die fünftgrößte Stadt im Bundesstaat.

## Verkehr

### Auto
Minatitlán liegt direkt an der mexikanischen Autobahn MEX-180 (vierspurig), die Minatitlán mit Villahermosa verbindet. Um nach Veracruz zu gelangen, kann man zwischen der mautfreien Küstenstraße via Catemaco und der Mautautobahn MEX-145D, die im Landesinnern verläuft, wählen.
Auf den Autobahnen in der Nähe der Mautstellen muss man mit fest installierten Militärkontrollstellen rechnen.

### Bus
Minatitlán besitzt ein Busterminal der ADO mit täglichen Verbindungen nach Veracruz, Villahermosa und anderen wichtigen Städten im Umland.

### Flugzeug
Mit einem eigenen nationalen Flughafen (IATA-Code: MTT) ist Minatitlán auch über den Luftweg mit Mexiko-Stadt und weiteren mexikanischen Städten verbunden. Zudem bietet das Busunternehmen ADO Shuttlebusse nach Villahermosa auf den dortigen internationalen Flughafen Carlos Rovirosa Pérez an.

## Wirtschaft
In Minatitlán steht eine von sechs mexikanischen Ölraffinerien der PEMEX. Dies bringt der Stadt Arbeit und zusätzlich auch noch mehrere weitere Unternehmen in die Stadt.

## Klima
|                       | Jan | Feb | Mär | Apr | Mai | Jun | Jul | Aug | Sep | Okt | Nov | Dez |   |      |
| Mittl. Tagesmax. (°C) | 27  | 28  | 31  | 33  | 35  | 33  | 32  | 32  | 32  | 31  | 29  | 27  | ⌀ | 30,8 |
| Mittl. Tagesmin. (°C) | 18  | 18  | 20  | 22  | 23  | 23  | 22  | 22  | 22  | 21  | 20  | 19  | ⌀ | 20,8 |
|                       |     |     |     |     |     |     |     |     |     |     |     |     |   |      |
| Niederschlag (mm)     | 128 | 59  | 37  | 36  | 91  | 281 | 282 | 332 | 461 | 374 | 244 | 146 | Σ | 2471 |

| 18 |

| 18 |

| 20 |

| 22 |

| 23 |

| 23 |

| 22 |

| 22 |

| 22 |

| 21 |

| 20 |

| 19 |

| 18 |

| 18 |

| 20 |

| 22 |

| 23 |

| 23 |

| 22 |

| 22 |

| 22 |

| 21 |

| 20 |

| 19 |

## Überschwemmungskatastrophen
Im Herbst 2008 wurde die Gegend von Minatitlán und Coatzacoalcos nach mehrtägigen heftigen Regenfällen überschwemmt. In Minatitlán selbst überflutete der Río Coatzacoalcos rund die Hälfte der Stadt, darunter auch das Busterminal der „Autobuses de Oriente“. Am Flussboulevard selbst reichte das Wasser bei den Häusern bis an die Decke des Erdgeschosses.
Im Spätsommer 2010 wiederholten sich die heftigen Überschwemmungen zum zweiten Mal innerhalb weniger Jahre. Heftigste Regenfälle, welche größere Wassermassen als beim Hurrikan Stan mit sich brachten, führten im ganzen Bundesstaat Veracruz zum Wasserhöchstständen. In Minatitlán wurde Anfang September ein Wasserstand von 3,50 m gemessen. Dies entspricht rund ein Viertelmeter mehr als 2008.

## Söhne und Töchter der Stadt
- Meche Carreño (1947–2022), Schauspielerin
- Blanca Estela Pavón (1926–1949), Schauspielerin
- Claudia Ramírez (* 1964), Schauspielerin